# Liste der Kulturdenkmäler in Mauden
In der Liste der Kulturdenkmäler in Mauden sind alle Kulturdenkmäler der rheinland-pfälzischen Ortsgemeinde Mauden aufgelistet. Grundlage ist die Denkmalliste des Landes Rheinland-Pfalz (Stand 4. Mai 2023).

## Einzeldenkmäler
| Bezeichnung | Lage                | Baujahr                | Beschreibung                                                                                | Bild |
| ----------- | ------------------- | ---------------------- | ------------------------------------------------------------------------------------------- | ---- |
| Quereinhaus | Hauptstraße 13 Lage | frühes 18. Jahrhundert | stattliches Fachwerk-Quereinhaus, teilweise verkleidet, wohl aus dem frühen 18. Jahrhundert | BW   |